# Kościół św. Jacka w Gliwicach
Kościół św. Jacka w Gliwicach
Budynek kościoła wzniesiony jest w technologii tradycyjnej. Dach kryty dachówkami ceramicznymi. Zasadnicza część jest jednokondygnacyjna. Nad wejściem zaprojektowano antresolę (chór), a pod zakrystią podpiwniczenie (krypta). Budynek kościoła jest jednosegmentowy.

## Zarys historyczny
Starania o wybudowanie nowego kościoła w Gliwicach-Sośnicy rozpoczął już w latach sześćdziesiątych XX wieku proboszcz (jedynej, ponadtrzydziestotysięcznej parafii w Gliwicach-Sośnicy) ks. Jerzy Jonienc, jednak nieprzychylna postawa władz uniemożliwiła zrealizowanie tych planów. Tzw. Nowa Sośnica rozwijała się wtedy bardzo dynamicznie. W krótkim czasie powstały na tych terenach cztery duże osiedla.
Budowy kościoła, który zlokalizowano na osiedlu Żeromskiego, podjął się ks. Brunon Ploch proboszcz parafii NMP Wspomożenia Wiernych Gliwicach – Sośnicy. Prace ziemne przy budowie rozpoczęły się w październiku 1998 roku, a 4 grudnia tego samego roku został poświęcony plac pod budowę nowego kościoła, na którym postawiono duży dębowy krzyż – dar kopalni „Sośnica”. Krzyż przenieśli górnicy, po uroczystej mszy św., odprawionej w intencji górników i ich rodzin w kościele pw. NMP Wspomożenia Wiernych. Mszy św. – w obecności biskupa gliwickiego Jana Wieczorka – przewodniczył biskup Franciszek Lobkowicz, biskup ostrawsko-opawski.
Biskup gliwicki Jan Wieczorek dnia 27 października 2002 roku wmurował kamień węgielny w ściany kościoła, który wraz z obok wybudowaną plebanią był zadaszony i otynkowany od wewnątrz. Od dnia 25 marca 2003 roku dalsze prace budowlane, związane z wykończeniem kościoła i plebanii, przejął ks. Krzysztof Śmigiera.

## Dane techniczne
powierzchnia użytkowa: 1469,9 m²
liczba kondygnacji: 1 (w tym poziom chóru + 5,10)
wysokość obiektu bez krzyża: 35,9 m
wysokość obiektu z krzyżem: 39,0 m
wymiary gabarytowe rzutu w poziomie parteru: 51,34 × 38,90 m
układ konstrukcyjny: ścianowo-szkieletowy
rozstawy ścian nośnych: 2,87 × 6,05 m